# Нижній Новгород-Московський
Нижній Новгород-Московський, (Московський вокзал Нижнього Новгорода) (до 2010 року Горький-Московський) — пасажирський термінал станції Нижній Новгород-Московський, головний вокзал міста Нижній Новгород. Розташований за адресою: площа Революції, 2. Входить до складу Горьківської регіональної дирекції залізничних вокзалів.

## Історія

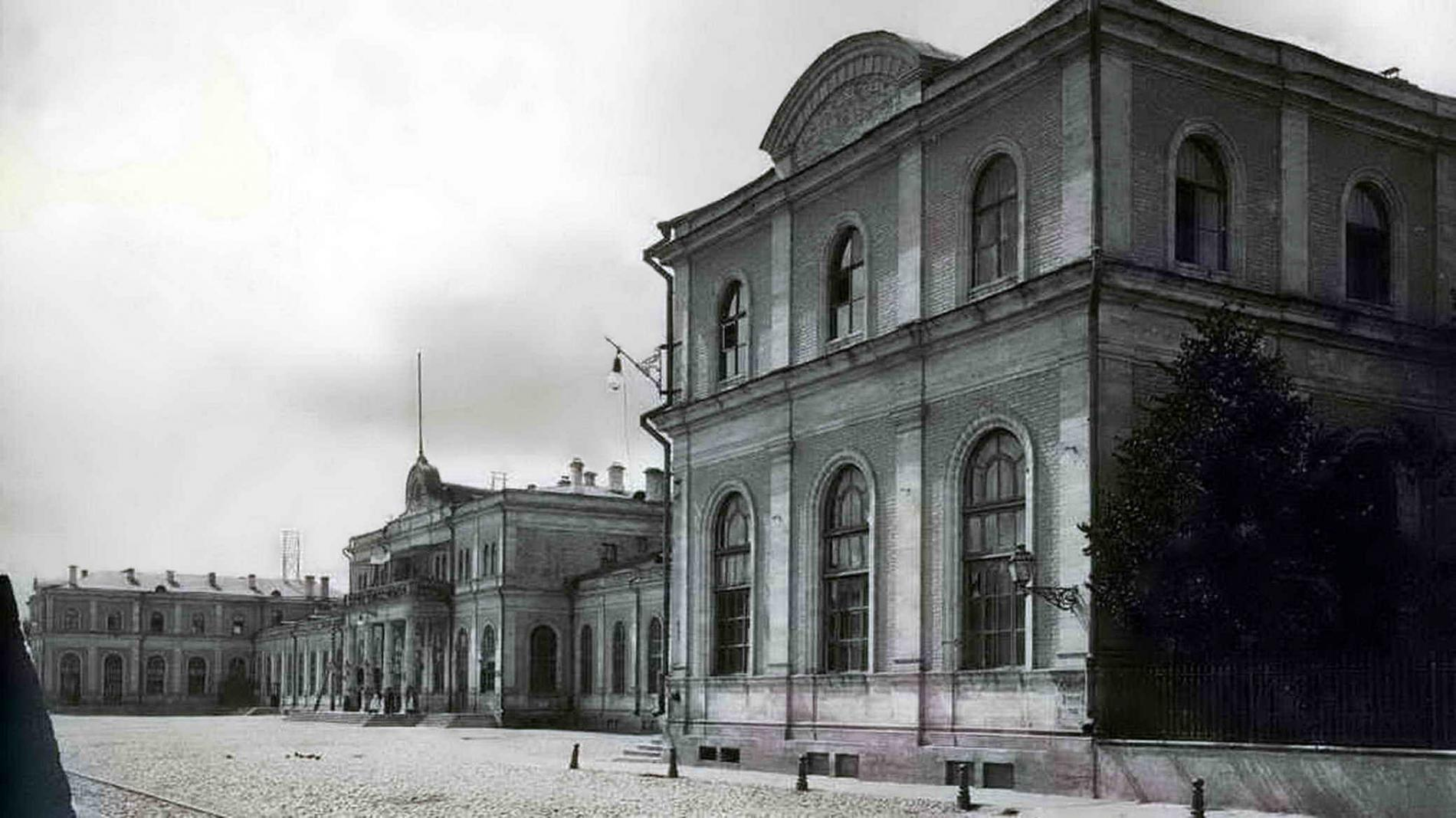
Московський вокзал у XIX столітті

У 1862 році побудований залізничний вокзал в Нижньому Новгороді, одночасно коли було продовжено залізничну лінію Москва — Владимир. 2 серпня 1862 року відкрито регулярний рух на ділянці Владимир — Нижній Новгород. Станція тоді була кінцевим пунктом Московсько-Нижньогородської залізниці.
Вокзал був зведений з трьох двоповерхових корпусів, які з'єднувалися переходами з вестибюлем в центрі, залами чекання, поштою, телеграфом, буфетами і ресторанами. На центральній вежі був встановлений годинник. Всередині будівлі стіни прикрашали мозаїчне панно на героїчні теми.
1894 року побудовано імператорський павільйон для прибуття імператорських осіб до міста. Проєктував цю будівлю й інтер'єри архітектор Дмитро Чичагов — представник відомої династії російських архітекторів. Зал павільйону було прикрашено великим портретом імператора Миколи II і різьбленим каміном з білого італійського мармуру. Для проведення переговорів був встановлений телефон.
Павільйон приймав імператора двічі: 1896 року — під час Всеросійської виставки, та 1913 року — під час святкування 300-річчя дому Романових. Під час революції 1905 року його захопили повстанці. Після Жовтневого перевороту у 1917 році в будівлі розташовувалися комітет більшовиків Канавіна і лікувальний заклад при залізниці.

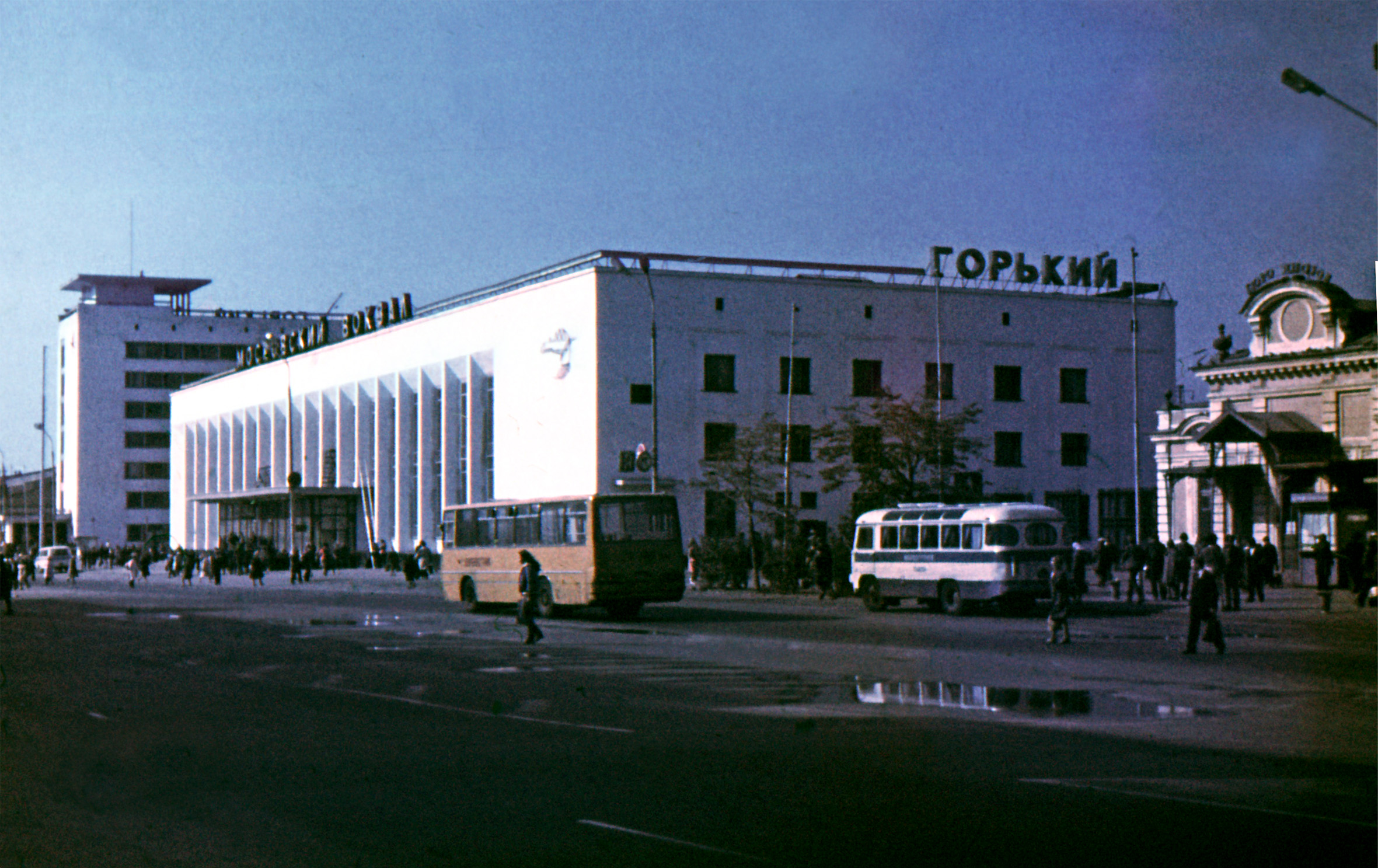
Перебудована радянська будівля вокзалу

Радянська влада тривалий час зберігала стару будівлю. Під час Другої світової війни вокзал разом з Казанським став важливим стратегічним об'єктом. Для сполучення двох вокзалів було прокладено колії через вантажний порт на Стрілці і Канавінській міст. Німецькі льотчики  декілька разів намагалися розбомбити вокзал, проте, це їм не вдалося. Бомби падали на площу Революції і неподалік від сучасної будівлі Центрального універмагу.
У 1960-х роках будівлю було перебудовано, тим самим був знищений історичний фасад. Всередині вокзал також зазнав кардинальних змін: дореволюційні мозаїки на стінах замінили радянськими, перебудували зали чекання та багато інших приміщень. У центрі залу була розміщена гігантська люстра, виготовлена у Нідерландах, з безлічі металевих панелей.
У 1985 році, після відкриття Нижньогородського метрополітену, в будівлі терміналу були обладнані виходи в довгий перехід до станції «Московська».

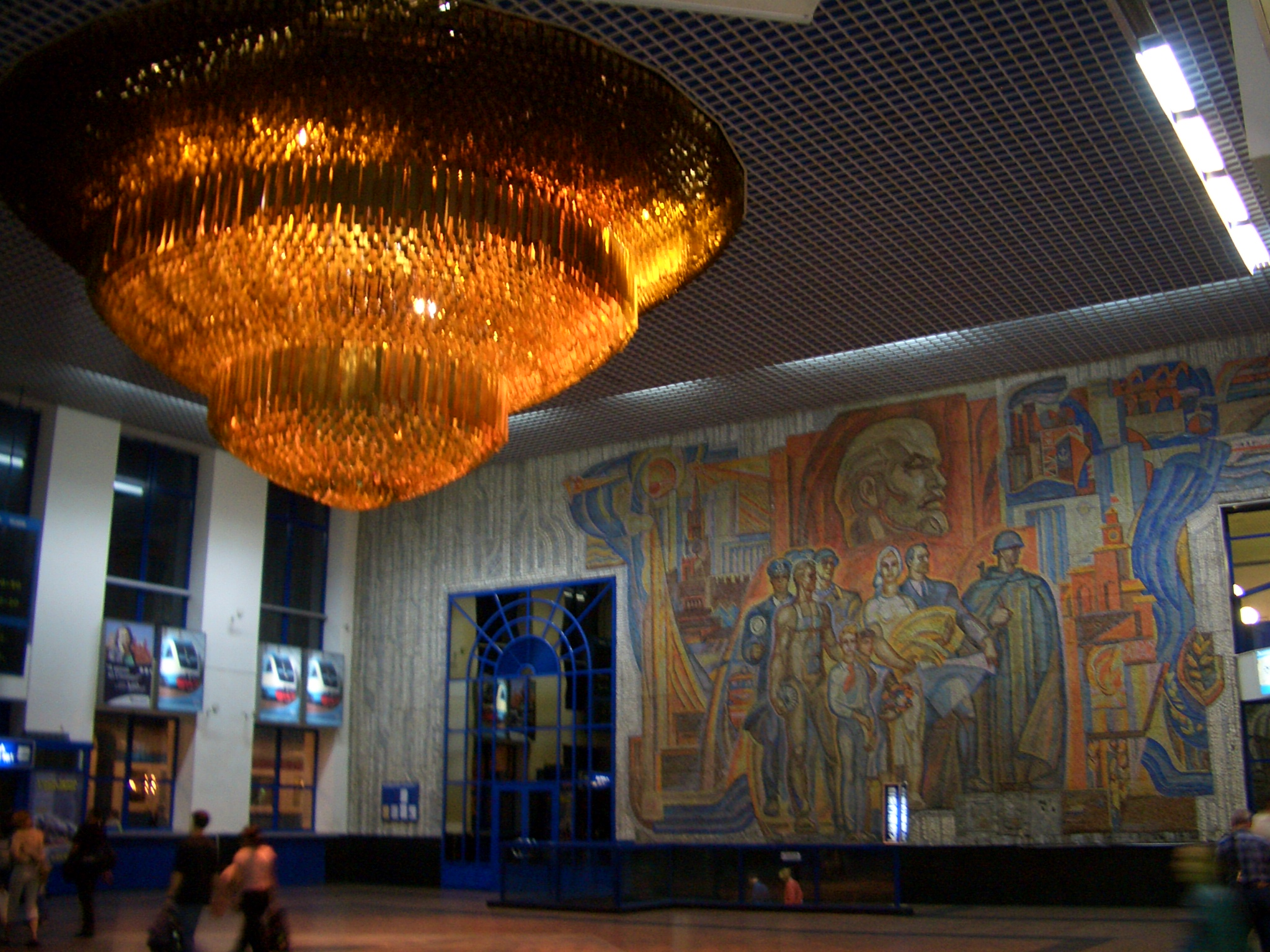
Люстра всередині старої будівлі вокзалу

З 2002 року здійснюється модернізація вокзалу, оснащення терміналами для автоматичної перевірки квитків, спорудження навісів над платформами.
30 березня 2010 року станція Горький-Московський була перейменована на сучасну назву Нижній Новгород-Московський. 1 липня 2010 року назву вокзалу Горький-Московський було змінено на Нижній Новгород-Московський, відповідно з розпорядженням тодішнього президента ВАТ «РЖД» Володимира Якуніна. Проте, назва на самому вокзалі була змінена лише у квітні 2014 року з «Московський вокзал» на «Залізничний вокзал», так як лише 2014 року були профінансовані роботи на заміну назви.
З червня 2017 року вокзал був закритий на реконструкцію, а відкриття після реконструкції відбулося 28 квітня 2018 року. На час реконструкції вихід пасажирів на платформи до поїздів далекого та приміського сполучення здійснювався через приміські тунелі. Пасажирів чекав повністю оновлений термінал, обладнаний і перебудований в дусі XXI століття.
Гігантська люстра була демонтована і відправлена на зберігання на склад. Від радянської епохи залишилися лише два мозаїчних панно на бічних стінах всередині будівлі.

## Міська електричка
|  |

|  |

|  |

|  |

|  |

|  |

|  |

|  |

|  |

|  |

|  |

|  |

|  |

|  |

|  |

|  |

|  |

|  |

|  |

|  |

|  |

|  |

|  |

|  |

|  |

|  |

|  |

|  |

|  |

|  |

|  |

|  |

|  |

|  |

|  |

|  |

|  |

|  |

24 червня 2013 року відкрита перша лінія міської електрички (так званий «S-Bahn»), яка сполучає Сормовський район та Московський вокзал Нижнього Новгорода. Лінія пролягає через квартали, де відсутнє метрополітен. Поїзди на міських лініях курсують рідше, ніж в метро, але частіше, ніж на приміських напрямках. У «години пік» електропоїзди на першій лінії курсують з інтервалом 20-30 хвилин. 2014 року відкрита друга лінія, що сполучає Московський вокзал зі станцією «Проспект Гагаріна». Поєднує декілька районів та частину передмістя, через що має різні тарифні зони.
| № лінії | Назва лінії | Кінцеві станції                                 | Станції |
| ------- | ----------- | ----------------------------------------------- | ------- |
| 1       | Сормовська  | Нижній Новгород-Московський — Починки           | 7       |
| 2       | Приокська   | Нижній Новгород-Московський — Проспект Гагаріна | 12      |
|         |             | Всього                                          | 19      |

## Галерея

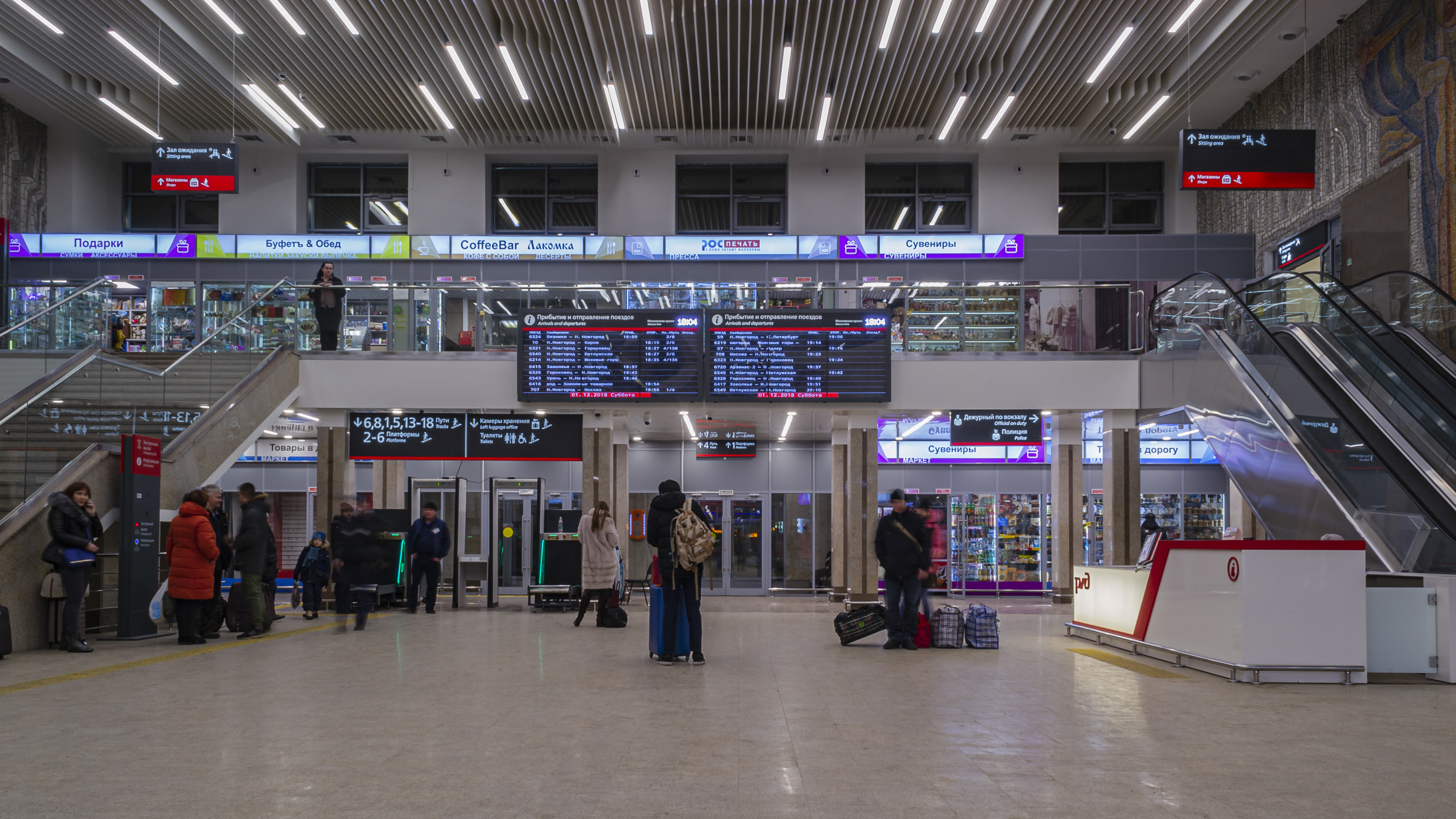
Зал вокзалу
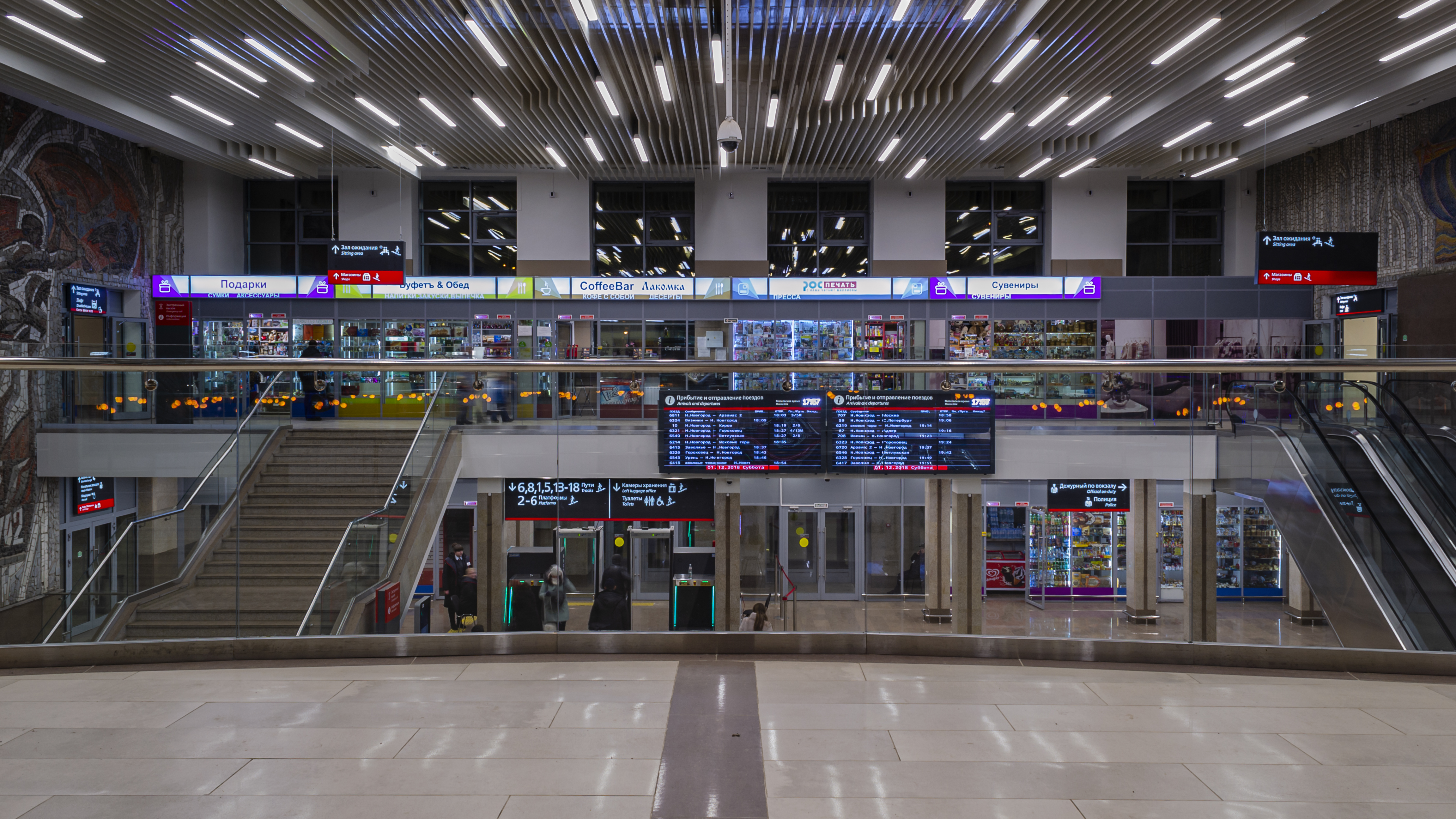
Зал вокзалу з другого поверху
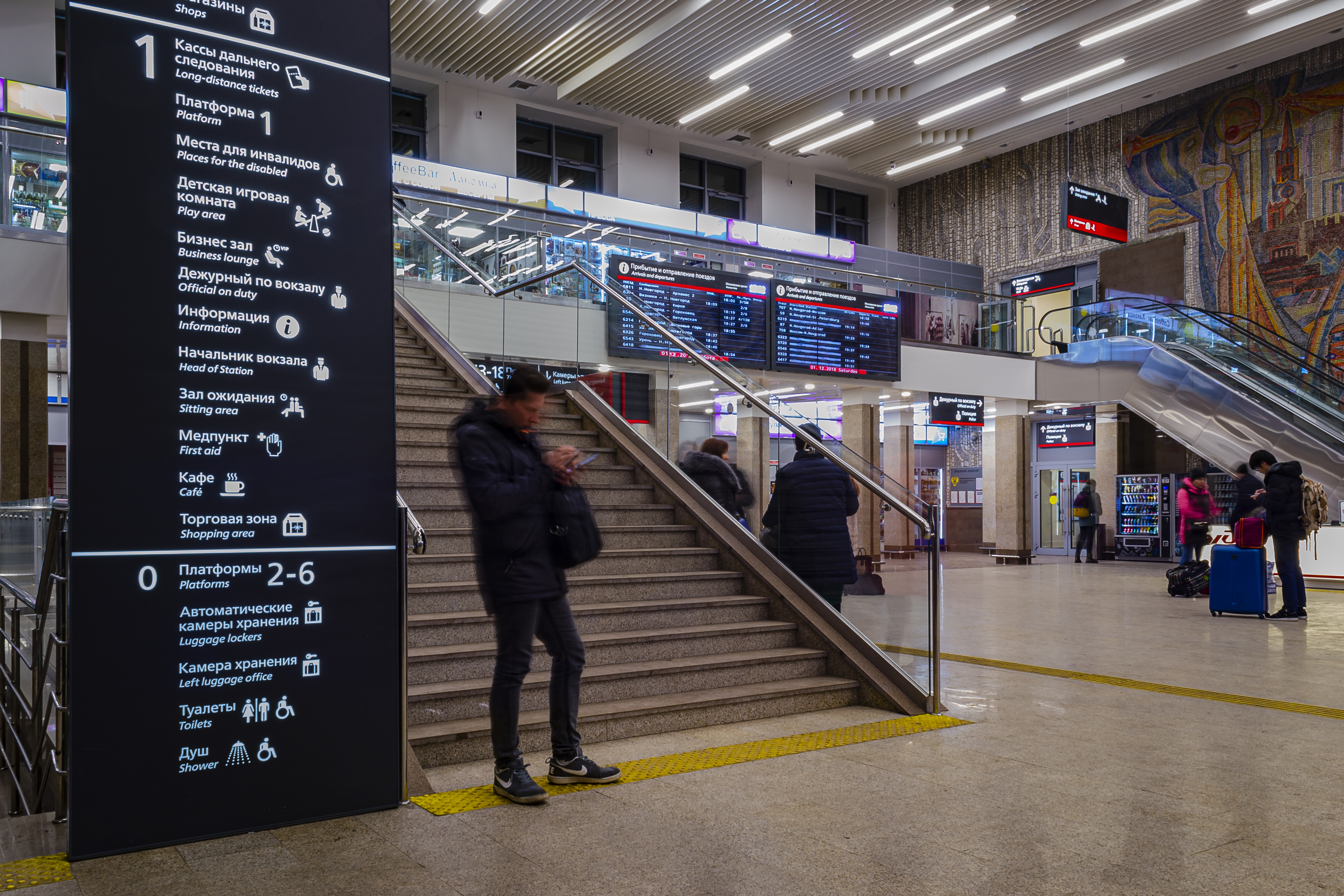
Інформаційні покажчики і табло в залі вокзалу
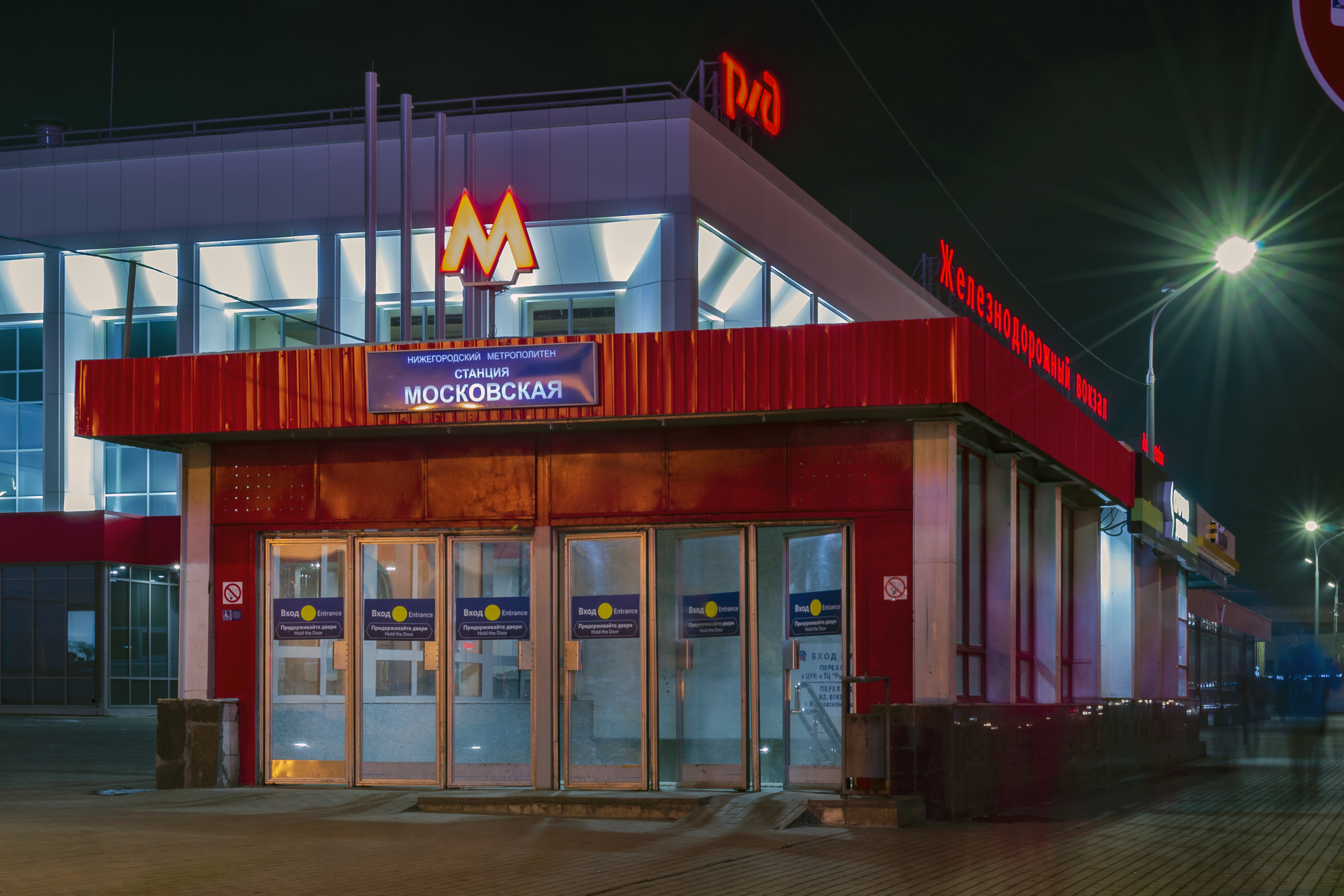
Будівля вокзалу вночі і вхід на станцію метро «Московська»
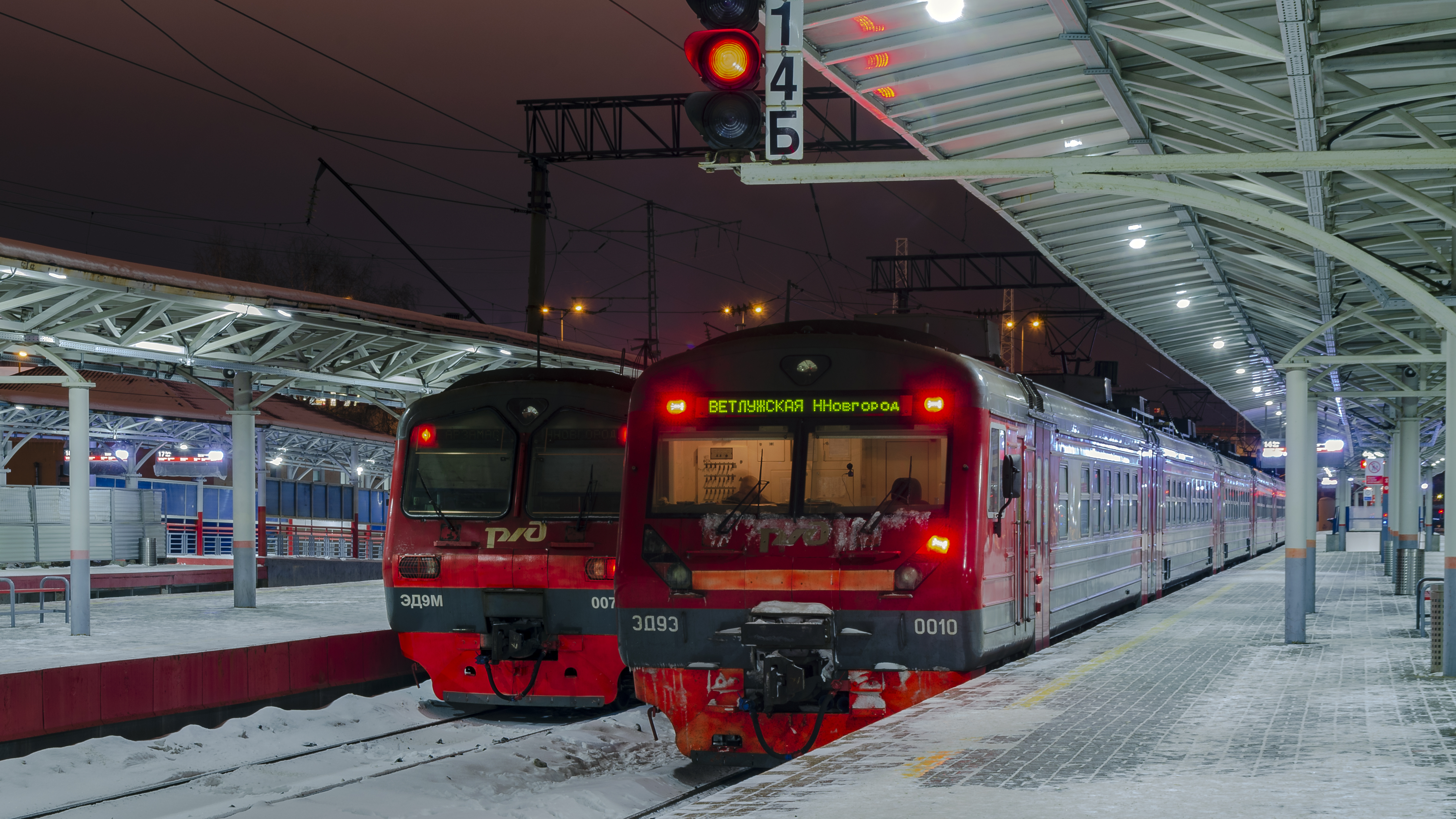
Швидкісний електропоїзд ЕД9Е сполученням Ветлужська — Нижній Новгород
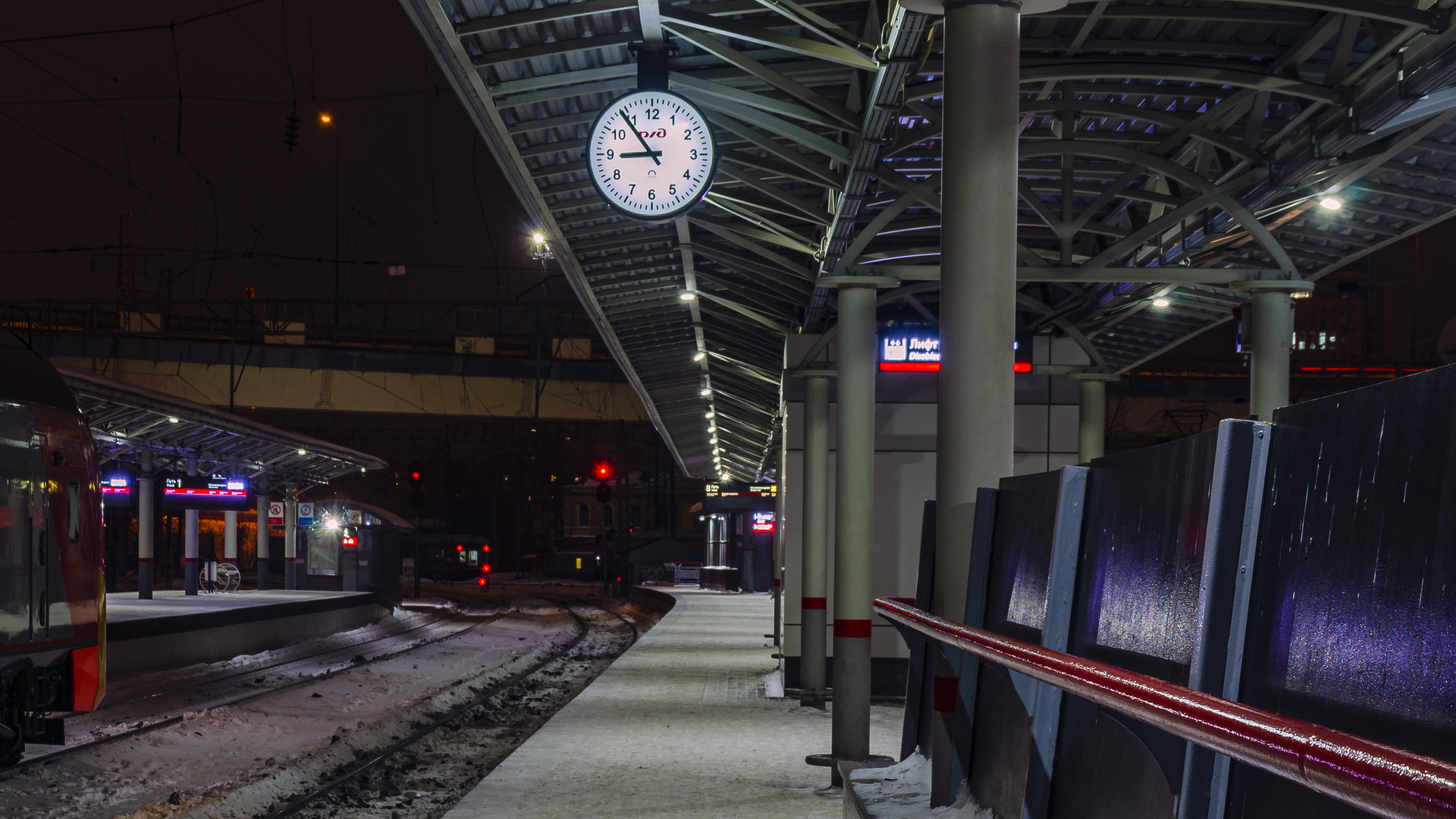
Годинник та електронне табло на платформі
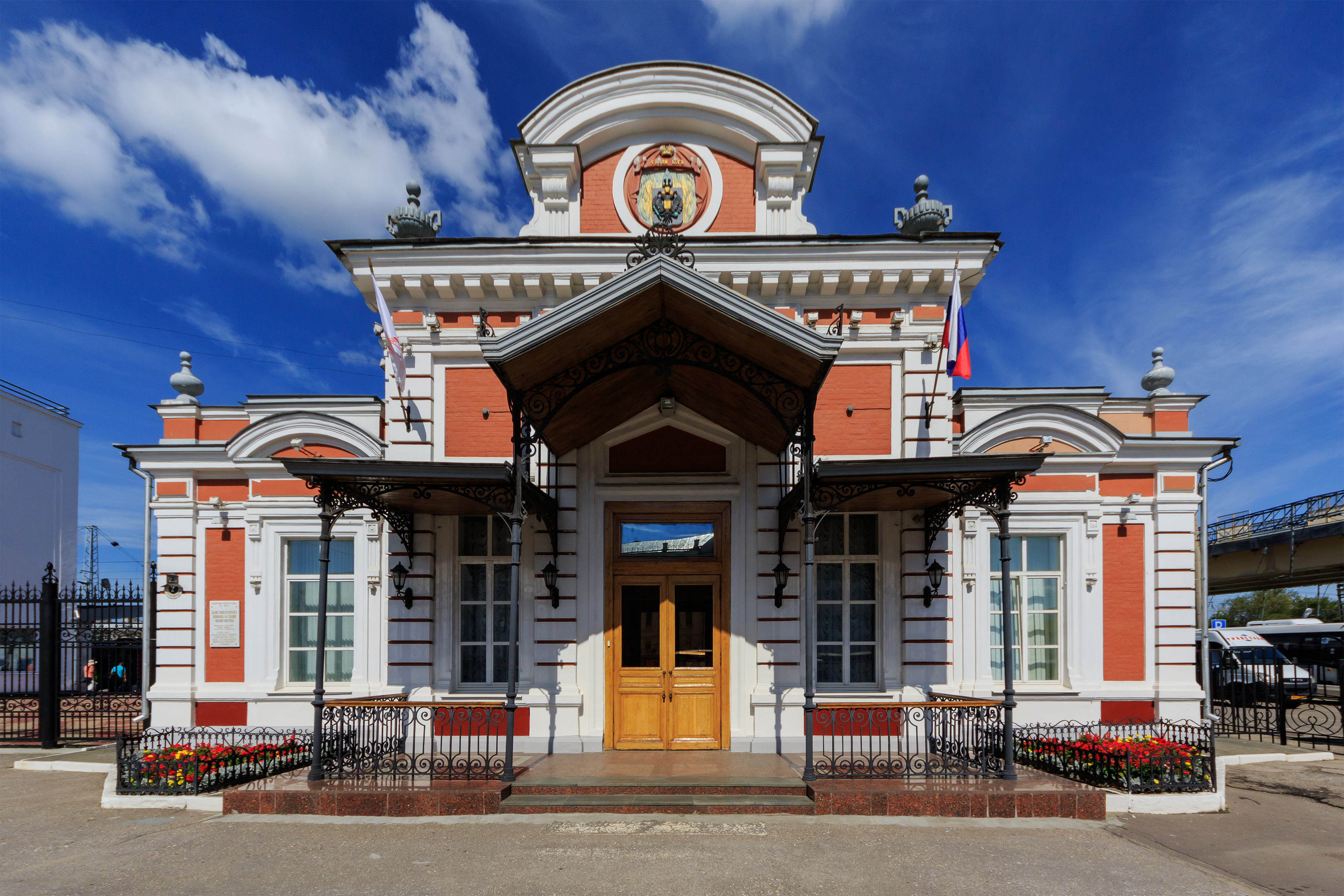
Колишній імператорський павільйон